# Katrin Schindele

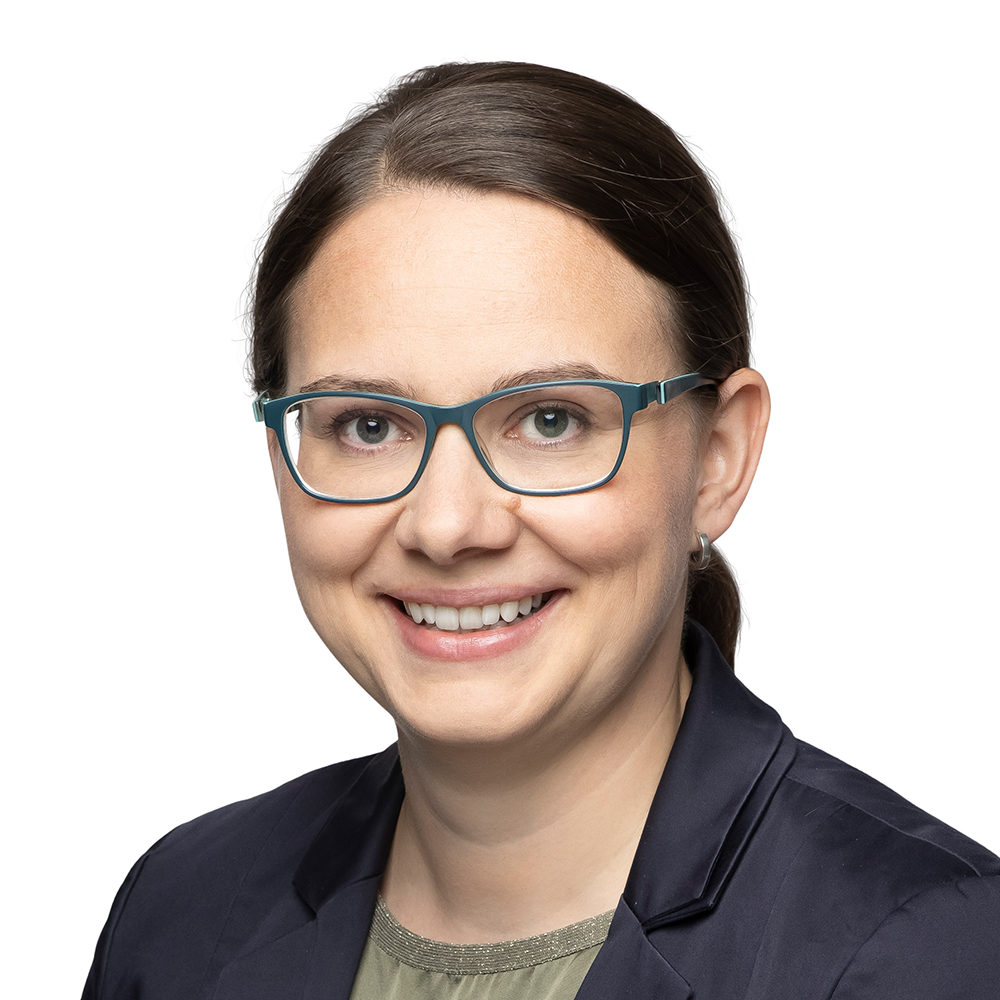
Katrin Schindele MdL

Katrin Schindele (* 16. November 1987 in Freudenstadt) ist eine deutsche Politikerin (CDU). Seit 2021 ist sie Mitglied im Landtag von Baden-Württemberg.

## Leben
Schindele wuchs in Hopfau auf. Sie erwarb ihr Abitur 2007 am Albeck-Gymnasium in Sulz am Neckar. Anschließend studierte sie Maschinenbau an der Dualen Hochschule Baden-Württemberg in Stuttgart, in Kooperation mit dem Automobilzulieferer Mahle GmbH, dem dualen Partnerunternehmen der DHBW. Nach ihrem Abschluss im Jahr 2010 arbeitete sie weiter als Entwicklungsingenieurin bei Mahle GmbH.

## Politische Tätigkeiten
Schindele ist seit 2015 Mitglied der CDU. Als Nachfolgerin von Norbert Beck ist sie die Vorsitzende des CDU-Kreisverbands Freudenstadt und des CDU Gemeindeverbands Baiersbronn. Bei der Landtagswahl in Baden-Württemberg 2021 konnte sie das Direktmandat des Wahlkreises Freudenstadt gewinnen. Sie ist Mitglied der MIT-Bundesfachkommission Verkehr und Bau.

## Weitere Ämter
Neben der Politik ist Schindele seit 2019 Mitglied des Verwaltungsrats der Kreissparkasse Freudenstadt. Außerdem ist sie seit 2025 Präsidentin des Blasmusikkreisverbands Freudenstadt.

## Familie und Privates
Schindele ist verheiratet und evangelisch.